# شهرستان مونتاگ (تگزاس)
شهرستان مونتاگ، تگزاس (به انگلیسی: Montague County, Texas) یک سکونتگاه مسکونی در ایالات متحده آمریکا است که در تگزاس واقع شده‌است.

## خصوصیات
شهرستان مونتاگ ۲٬۴۲۹٫۴۲ کیلومترمربع مساحت دارد.